# Majabat al Koubra
Majabat al Koubra és una regió del Sàhara explorada i estudiada per Théodore Monod el qual va publicar un llibre amb aquest títol. L'escriptor àrab Abu-Ubayd al-Bakrí va ser qui li va donar aquest nom àrab que significa “el gran encreuament”. És la part més inhòspita i deshabitada del Sàhara. Només s'hi troben set espècies de plantes vasculars quan a la part nord del Sàhara se n'han comptabilitzades 1.100. Aquest territori s'estén des de l'erg Chech al penya-segat Tichit-Oualata i dels altiplans d'Adrar des Ifoghas i de Tagant a una línia Tomboctou-Araouane-Taoudeni. En la terminologia en anglès es tracta d'un “empty quartier” (districte buit).